# Дойлс-Делайт
Дойлс-Делайт (англ. Doyle's Delight) — вершина, расположенная в Белизе, самая высокая точка страны (1124 м). Гора расположена в хребте Кокском, отроге гор Майя на западе Белиза.

## Название
Название горы Дойлс-Делайт, «Восторг Дойла», было впервые придумано Шарон Матола в отчёте 1989 года. Название основано на книге сэра Артура Конан Дойла «Затерянный мир» (1912), в которой есть цитата: «В такой стране, как эта, должно быть что-то дикое и чудесное, и мы те люди, чтобы это найти!».
Вскоре это имя получило широкое признание, в том числе официальное: официальный сайт правительства Белиза перечисляет «Восторг Дойла» как высшую точку Белиза. В столице Белиза Бельмопане есть «улица Восторга Дойла». Была попытка переименовать вершину в «Каан Витц», который в переводе с майя означает «Небесная гора», но новое имя не получило широкого распространения.
Хотя пик Виктория в течение многих лет рассматривался как самая высокая точка в Белизе, последние оценки показали, что она, по-видимому, немного ниже — 1120 м. Пик Виктория расположен на восточном склоне гор Майя в районе Станн-Крик, и в ясную погоду Виктория видна с побережья, в то время как Дойлс-Делайт расположен в самом сердце гор Майя и является частью более пологого хребта без драматического пика.

## География и экспедиции
На вершине Дойлс-Делайт расположена вертолётная площадка, которую поддерживают Вооружённые силы Белиза и британские военные. В 1970 году на верхней точке горы был установлен геодезический маркер.
В 2004 и 2007 годах экологи достигли вершины, используя вертолёт, и исследовали Дойлс-Делайт и прилегающие хребты, чтобы лучше понять экологию и биологическое разнообразие региона. Они в основном сосредоточили свои усилия на растениях, грибах, насекомых, земноводных, птицах и мелких млекопитающих.
Две заметные экспедиции альпинистов, в 2007 и 2008 годах, достигли вершины путём восхождений, которые продолжались в течение восьми дней через девственные джунгли.